# Marcel Loumaye

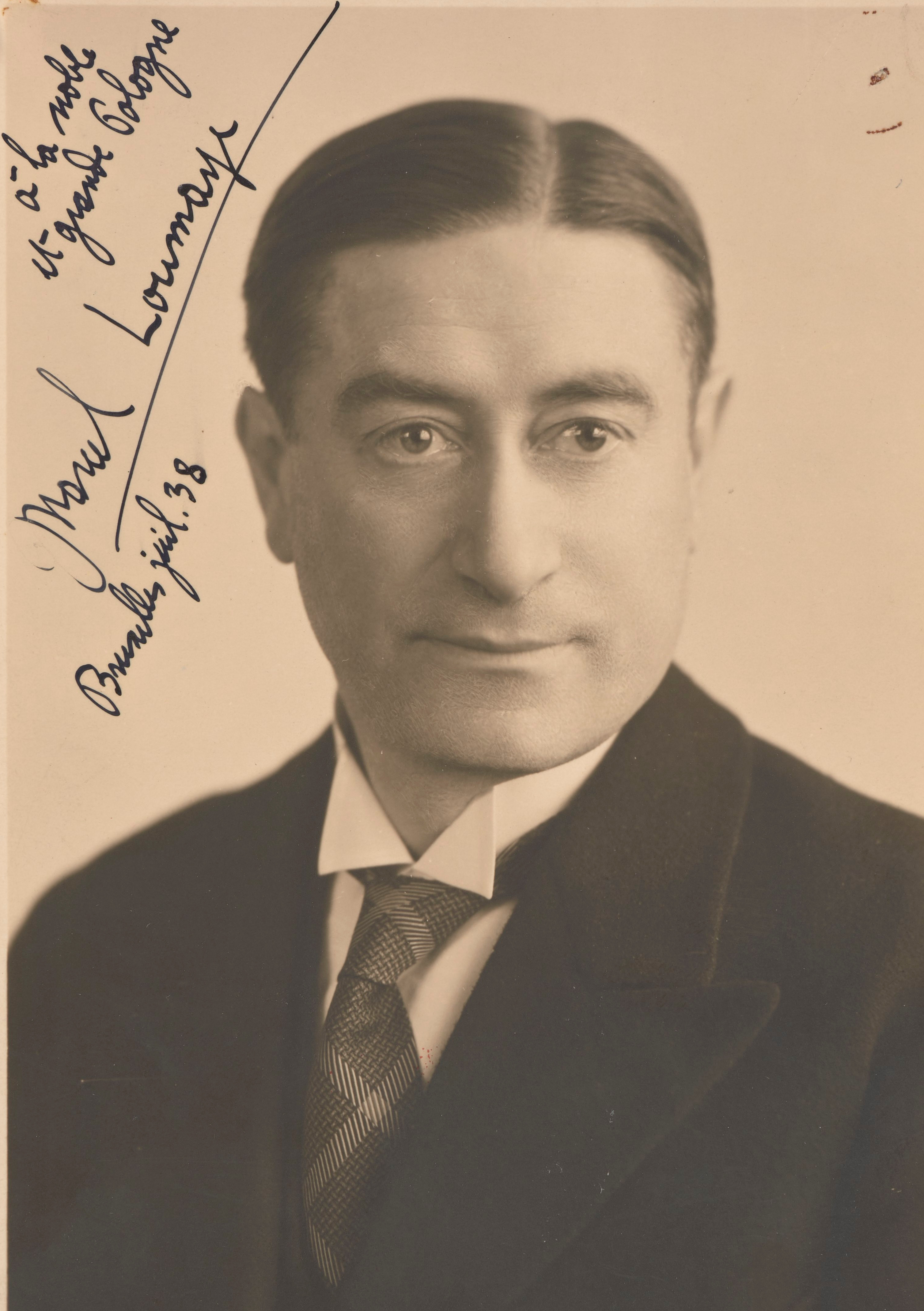
Marcel Loumaye

Marcel Alphonse Loumaye (Hoei, 8 april 1889 - Knokke, 13 augustus 1956) was een Belgisch senator.

## Levensloop
Loumaye promoveerde tot doctor in de rechten (1912) aan de Universiteit van Luik en werd hoogleraar aan deze universiteit.
In 1935 en tot 1936 werd hij liberaal provinciaal senator voor de provincie Brabant, in opvolging van de overleden Armand Huysmans. Hij werd opnieuw provinciaal senator van 1939 tot 1946.

## Publicaties
- L'actrice, pièce en 4 actes, Brussel, 1910.
- Les roses du silence, Parijs, 1913.
- L'ombre de la guerre, Brussel, 1920.
- De la responsabilité des administrateurs et commissaires des sociétés anonymes, Brussel, 1921.